# Hotel Pesciolini

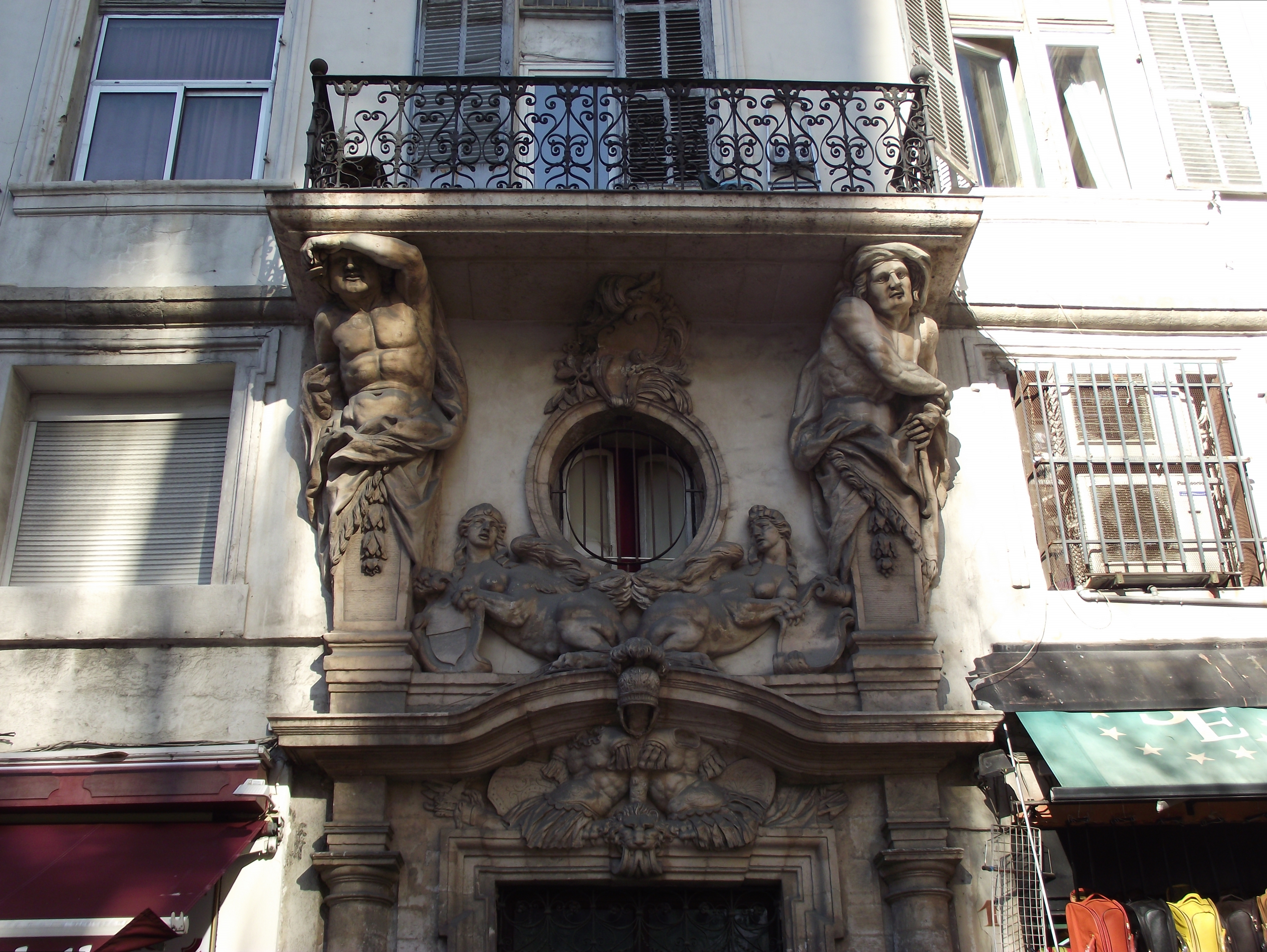
Parte da fachada do Hotel Pesciolini.

O Hotel Pesciolini é um hôtel particulier no 1º arrondissement de Marselha, em França. Está listado como um monumento histórico oficial desde 8 de março de 1929.